# Amstel Gold Race 2008
Amstel Gold Race 2008 foregik 20. april 2008. Det var den 43. udgave af Amstel Gold Race og det femte ProTour-løb i 2008-sæsonen. Damiano Cunego vandt spurten foran Fränk Schleck.
Eneste danske deltager var Nicki Sørensen, som endte på en 32. plads, 1 minut og 55 sekunder efter Damiano Cunego.

## Resultater
|    | Navn                  | Hold             | Tid     | UCI ProTour- point |
| -- | --------------------- | ---------------- | ------- | ------------------ |
| 1  | Damiano Cunego        | Lampre           | 6:35.29 | 40                 |
| 2  | Fränk Schleck         | Team CSC         | s.t.    | 30                 |
| 3  | Alejandro Valverde    | Caisse d'Epargne | + 0.02  | 25                 |
| 4  | Davide Rebellin       | Gerolsteiner     | s.t.    | 20                 |
| 5  | Thomas Dekker         | Rabobank         | + 0.06  | 15                 |
| 6  | Christian Pfannberger | Barloworld       | + 0.14  | -                  |
| 7  | Sergej Ivanov         | Team Astana      | + 0.18  | 7                  |
| 8  | Joaquim Rodríguez     | Caisse d'Epargne | + 0.23  | 5                  |
| 9  | Karsten Kroon         | Team CSC         | + 0.27  | 3                  |
| 10 | Jérôme Pineau         | Bouygues Télécom | + 0.45  | 1                  |